# Лебедева, Софья Сергеевна
Со́фья Серге́евна Ле́бедева (род. 14 декабря 1993, Обнинск) — российская актриса.

## Биография
Софья Лебедева родилась 14 декабря 1993 года в Обнинске.
В 2003—2010 годах училась в обнинской гимназии, на территории которой сохранились остатки яблоневого сада Физико-энергетического института, посаженного её прабабушкой — агрономом Стефанией Кудрявцевой.
Была одной из ведущих актрис гимназического театра-студии «Золушка».
В девятом классе, увлёкшись хореографией, начала заниматься в обнинском театре «Экспериментальный класс современной хореографии» (Э. К. С. Х.) Галины Барбарыкиной. Когда «Э. К. С. Х.» остался без помещения в Обнинске и перенёс занятия в Малоярославец, Софья Лебедева была вынуждена покинуть театр, но была замечена и приглашена в труппу другого обнинского театра «Д.Е.М.И.» режиссёром Олегом Демидовым. При этом основатель и главный режиссёр «Д. Е. М. И.» Олег Демидов считал её своей актрисой, даже не упоминая про «Золушку».
Юная актриса играла одновременно в двух обнинских театрах — «Золушке» и «Д. Е. М. И.».
Занималась современной хореографией, фламенко, танго.
Кандидат в мастера спорта России по художественной гимнастике.
Владеет английским и французским языками.
В 2010 году поступила в Школу-студию МХАТ (курс Игоря Золотовицкого). В студенческие годы начала сниматься в главных ролях в телесериалах и кинофильмах. В 2014 году дебютировала на основной сцене МХТ имени Чехова в роли Нины Заречной в спектакле Константина Богомолова по пьесе Антона Чехова «Чайка»; в мае приняла участие в гастролях театра в Париже.
В 2014 году Софья Лебедева получила свою первую театральную премию — «Золотой лист» за лучшую женскую роль в постановке «Наш городок».
В 2015 году актриса дебютировала в полнометражном кино — фильме «А зори здесь тихие», сыграв Лизу Бричкину.

### Семья
- Прапрапрадед — Николай Николаевич Златовратский (1845—1911), русский писатель[2][3].
- Прабабушка — Стефания Алексеевна Кудрявцева (1908—1990), советский агроном, ведущий озеленитель города Обнинска в 1947—1989 годах[2][3].
- Сестра — Стефания Лебедева (р. 2000), российская театральная актриса.

## Фильмография

### Актриса
| 2011      | Пыльная работа                                          | Девочка                       |
| 2012      | Безумно красивые                                        | Ксения Казанкова              |
| 2012—2016 | Пятая стража                                            | Девушка                       |
| 2013      | Жених                                                   | Надежда Потапова              |
| 2013      | Обмани, если любишь                                     | Девушка                       |
| 2013      | Поезд на север                                          | Лилия                         |
| 2013      | Слишком красивая жена                                   | Анна Протасова                |
| 2014      | Кураж                                                   | Мария                         |
| 2015      | А зори здесь тихие                                      | Елизавета Бричкина            |
| 2015      | Любовная сеть                                           | Арина                         |
| 2015      | Последний герой                                         | Невеста                       |
| 2015      | Параллельные прямые пересекаются в бесконечности        | Девушка                       |
| 2015      | Повелители снов                                         | Мария, Бывшая Девушка Алексея |
|           | Лондоград. Знай наших!                                  | Евдокия                       |
| 2016      | Три королевы                                            | Евгения                       |
| 2016      | О футболе и про ангелов                                 | Девушка                       |
| 2017      | Ольга-2                                                 | Анастасия                     |
| 2017      | Проклятие спящих                                        | Светлана                      |
| 2017      | Джинглики                                               | Ефросинья (озвучка)           |
| 2018      | Бывшие                                                  | Маргарита Волкова             |
| 2018      | Доктор Преображенский                                   | Наталья                       |
| 2018      | Женщина с прошлым                                       | Валерия Мешкова               |
| 2018      | Забытое преступление                                    | Елена                         |
| 2018      | Любовь по найму                                         | Кира                          |
| 2018      | Как выйти замуж. Инструкция                             | Елизавета                     |
| 2018      | МакМафия/MacMafia                                       | Людмила Николаева             |
| 2018      | Света с того света                                      | Девушка                       |
| 2018      | Я худею                                                 | Невеста                       |
| 2019      | Неоконченный бой                                        | Кондукторша                   |
| 2019      | Женская версия. Чисто советское убийство                | Ника Янышева                  |
| 2019      | О чем она молчит                                        | Девушка                       |
| 2020      | Временная связь                                         | Нина                          |
| 2020      | Грозный                                                 | Млада                         |
| 2020      | Иванько                                                 | Наталья                       |
| 2020      | Казанова                                                | Ингрид                        |
| 2020      | Королева                                                | Светлана                      |
| 2020      | Любовь без размера                                      | Елизавета                     |
| 2020      | МиниМакс                                                | Репортер                      |
| 2020      | Последний министр                                       | Софья Скворцова               |
| 2020      | Тонкие материи                                          | Екатерина                     |
| 2020      | Последний министр. Новогодний                           | Софья Скворцова               |
| 2020      | Трое                                                    | Девушка                       |
| 2021      | Вне себя                                                | Ольга                         |
| 2022      | Сирийская соната                                        | Ксения                        |
| 2022      | 1703                                                    | Мария                         |
| 2023      | Тетрис                                                  | Александра                    |
| 2023      | Викинги: Вальхалла                                      | Елена                         |
| 2023      | Открытый брак                                           | Алина                         |
| 2023      | Медиатор 3                                              | Евгения Соколова              |
| 2024      | Пираты галактики Барракуда                              | Змеестраж                     |
| 2024      | Дети перемен                                            | Александра Лебедь             |
| 2024      | Реплика                                                 | Вера                          |
| 2024      | Волшебник Изумрудного Города: Дорога Из Желтого Кирпича | Мать Девочки Элли             |
| 2025      | Финал                                                   | Наталья Тетюхина              |
| 2025      | Опасная близость                                        | Ольга                         |
| 2025      | Первый                                                  | Эпизод                        |

### Сценарист
| 2016 | Бла            |
| 2022 | Маша и Медведь |

## Роли в театре
«Золушка»
- «Не покидай меня» Алексея Дударева, режиссёр Виктор Упоров — Вероника Кремис

Школа-студия МХАТ
- «На дне» Максима Горького, режиссёр Аркадий Кац — Наташа
- «Гогольревизор», режиссёр Виктор Рыжаков — Пошлёпкина
- «Ханума» Авксентия Цагарели, режиссёр Игорь Золотовицкий — Сона (главная роль)
- «Лестница в небо» (класс-концерт), режиссёр Игорь Золотовицкий
- 2014 — «Генрих V» реж. Пиппо Дельбоне(Италия), в рамках фестиваля «Вишневый сад»
- 2014 — «Наш Городок» реж. И. Бочарниковс, роль Эмили Уэбб (главная роль)
- 2014 — «Книга перемен» реж. М. Брусникина
- 2013 — «Сны Казыновы», реж. М. Милькис, роль — Девчонка
- 2012 — «Лестница в небо», реж. И. Я. Золотовицкий (спектакль из этюдов)

Центр имени Вс. Мейерхольда (ЦИМ)
- «MP3.Равель» (хореографическая история на музыку «Болеро» Мориса Равеля), режиссёр и хореограф Алла Сигалова[9]

Московский Художественный театр имени А. П. Чехова (МХТ имени Чехова)
- «Чайка» Антона Чехова, режиссёр Константин Богомолов — Нина Заречная[8]